# Moheyan
 (février 2020).
Moheyan (chinois : 和尚摩訶衍 ; pinyin : Héshang Móhēyǎn ; litt. « Moine Moheyan [c'est-à-dire Mahayana] ») est un moine bouddhiste chinois du VIIIe siècle, lié à l'École de la montagne de l'Est. Il est connu pour avoir représenté le bouddhisme chan au Concile de Lhassa, un débat entre les adhérents des enseignements indiens de l'illumination graduelle et les partisans chinois de l'illumination soudaine. La tradition rapporte que le débat aurait été gagné par les tenants de l'illumination graduelle.

## Séjour à Dunhuang
Moheyan séjourne à Dunhuang, au moment où la ville a été conquise par l'Empire du Tibet, ce qui, pour le moine, constitue une opportunité d'y propager le bouddhisme chan.